# Isidore Lassalle
Pour les articles homonymes, voir Lassalle.
Isidore Lassalle est un homme politique français né et mort à une date inconnue.

## Biographie
Fabricant de draps, il est député de l'Aude de 1791 à 1792, siégeant avec la majorité.

## Sources
- « Isidore Lassalle », dans Adolphe Robert et Gaston Cougny, Dictionnaire des parlementaires français, Edgar Bourloton, 1889-1891 [détail de l’édition]